# جوجة (شبام)

'

تعديل مصدري - تعديل

جوجة هي إحدى قرى عزلة شبام بمديرية شبام التابعة لمحافظة حضرموت، بلغ تعداد سكانها 584 نسمة حسب  تعداد اليمن لعام 2004.